# .xxx
.xxx este un  domeniu generic de internet de nivel superior sponsorizat, pentru industria divertismentului pentru adulți. A fost aprobat de ICANN abia la data de 18 martie 2011 și a de venit operațional pe 15 aprilie 2011.